# Classic Pt II
Classic Pt II è un album di ri-registrazioni del cantautore canadese Bryan Adams, e contiene nuove interpretazioni di brani degli anni '80 e '90 È stato pubblicato in download digitale tramite Badams Music Limited il 29 luglio 2022.

## Pubblicazione e Promozione
Adams ha annunciato l'uscita digitale di Classic Pt II sulla sua pagina Instagram ufficiale il 29 luglio 2022. Poche ore dopo, le 7 tracce sono state pubblicate su YouTube insieme a 7 nuovi video diretti dallo stesso Adams. Sono stati prodotti nuovi video per "Can't Stop This Thing We Started", "Cuts Like a Knife", "Back to You" "When You Love Someone" e "Here I Am" sono stati realizzati presso il Floors Castle a Kelso in Scozia. Il video di "When You're Gone" è stato realizzato presso il Select Security Stadium di Widnes in Inghilterra, nel video è presente Melanie C, la quale era ospite del concerto di Adams. Il video di "Have You Ever Really Loved a Woman?" è stato realizzato a Vigo in una caffetteria della città Galiziana.

## Tracce
1. Can't Stop This Thing We Started – 4:39 (Bryan Adams, Robert John "Mutt" Lange)
2. Cuts Like a Knife – 5:23 (Adams, Jim Vallance)
3. Back to You – 4:27 (Adams, Eliot Kennedy)
4. When You Love Someone – 3:11 (Adams, Gretchen Peters, Michael Kamen)
5. Have You Ever Really Loved a Woman? – 4:48 (Adams, Kamen, Lange)
6. When You're Gone feat Melanie C  – 3:21 (Adams, Kennedy)
7. Here I Am – 4:36 (Adams,Hans Zimmer, Peters)

## Formazione
L'album è prodotto da Bryan Adams e progettato da Hayden Watson.